# Joey McIntyre
Joseph "Joey" Mulrey McIntyre, född 31 december 1972 i Needham, Massachusetts, USA, är en amerikansk sångare och skådespelare. Han är mest känd som en av medlemmarna i New Kids on the Block men har även släppt flera skivor som soloartist.
Som skådespelare har Joey medverkat i ett antal olika filmer och teateruppsättningar. 2002-2003 spelade han rollen som läraren Colin Flynn i den amerikanska tv-serien Boston Public.

## Diskografi (urval)
Soloalbum
- Stay the Same (1998/1999)
- Meet Joe Mac (2001)
- One Too Many: Live From New York (2002)
- 8:09 (2004)
- Talk to Me (2006)
- Here We Go Again (2009)
- Come Home For Christmas (2011)

Hitsinglar
- 1999: "Stay the Same" (#10 US (Gold), #16 US Top 40 Mainstream)
- 1999: "I Love You Came Too Late" (#54 US, #28 US Top 40 Mainstream)

## Filmografi
- 1995 – The Fantasticks
- 1999 – All That
- 2002–2003 – Boston Public (TV-serie)
- 2003 – Johnny Bravo (TV-serie)
- 2004 – Tony n' Tina's Wedding
- 2005 – Love, Inc. (TV-serie)
- 2006 – Less Than Perfect (TV-serie)
- 2007 – On Broadway
- 2007 – Christmas at Cadillac Jack's (TV-film)
- 2011 – CSI:NY (TV-serie)
- 2011 – Psych (TV-serie)
- 2011 – New Year's Eve
- 2013 – Motive (TV-serie)
- 2013 – 90210 (TV-serie)
- 2013 – Newsreaders (TV-serie)
- 2013 – The Heat
- 2014 – The Hot Wives of Orlando
- 2014–2015 – The McCarthys (TV-serie)
- 2016 – Angel from Hell (TV-serie)
- 2016 – Angie Tribeca (TV-serie)
- 2016 – Fuller House (TV-serie)
- 2017 – Return of the Mac (TV-serie)